# ジュウ・ショ
ジュウ・ショは日本在住のライター。小説家、コラージュアーティスト、デザイナーとしても活動している。

## 概要
ジュウ・ショは主に美術・アート・マンガ・アニメ・音楽といったカルチャー領域をメインとして活動しているアート・カルチャーライター。
専門書などで難しく語られがちなテーマについて「フランクさ」「しゃべり言葉」を多用して執筆しているのが文体の特徴である。また創作領域以外にも幅広く文化的な領域について執筆をしており「歌舞伎町で働く女性」「オタク」といったサブカルチャー領域の人物へのインタビューもおこなっている。 
主にWebメディアや書籍での執筆のほか、自身で「美術マガジン」「マンガマガジン」「アニメマガジン」「文学マガジン」「音楽マガジン」などを運営している。